# Andréa Mbuyi-Mutombo
Andréa Mbuyi-Mutombo (Brussel, 6 juni 1990) is een Belgisch betaald voetballer van Congolese komaf.

## Carrière

### Jeugd
Mbuyi-Mutombo sloot zich op jonge leeftijd aan bij de jeugd van RSC Anderlecht. In 2005 maakte hij de overstap naar stadgenoot FC Brussels, waar hij werd opgemerkt door Portsmouth FC. Hij trainde er mee met de A-kern, maar kwam niet aan spelen in de hoofdmacht toe.

### Portsmouth FC en uitlening aan Zulte Waregem
In de zomer van 2008 keerde Mbuyi-Mutombo terug naar België. Hij werd uitgeleend aan het SV Zulte Waregem van trainer Francky Dury. Mutombo kwam er regelmatig aan spelen toe en scoorde meteen bij zijn debuut in de wedstrijd tegen KV Mechelen verder scoorde hij ook nog in de wedstrijden tegen AFC Tubize en topclub RSC Anderlecht. In de winterstop mocht hij terukeren naar Portsmouth FC. Hij speelde ook nog 1 officiële wedstrijd voor de club maar verder kwam het niet, hij mocht de club hierdoor definitief verlaten.

### Standard Luik en uitlening aan STVV
In 2009 haalde Standard Luik hem naar Sclessin en gaf hem een contract tot de zomer van 2011. Op 15 april 2010 debuteerde hij voor Standard. Mutombo begon in de basis in de wedstrijd tegen Germinal Beerschot. Na meer dan een uur voetballen werd hij vervangen door Milan Jovanović. Ook in de belangrijke wedstrijd tegen KRC Genk mocht hij starten en hij scoorde zelfs door de 1-0 na 17 minuten binnen te trappen. Na 75 minuten werd hij vervangen door Steven Defour. De uitslag werd uiteindelijk 1-1 door een goal van KRC Genk-speler Elyaniv Barda. Omdat Standard Mbuyi-Mutombos aanwezigheid in de selectie voor het 2010/11 niet nodig achtte, verhuurden de Luikenaars hem voor de duur van één seizoen aan Sint-Truiden. Hij kwam hier aan 28 wedstrijden waarin hij 1 goal maakte. Op 11 december 2011 vertrok hij transfervrij bij Standard Luik.

### Cercle Brugge
Na zijn vertrek bij Standard tekende hij een contract van een half jaar met optie op nog een jaar bij Cercle Brugge na een geslaagde testperiode. Hij maakte zijn debuut in de verloren thuiswedstrijd tegen AA Gent door in de 71ste minuut in te vallen voor Kristof D'Haene. Hij kwam in dit half seizoen in totaal aan 8 wedstrijden waarin hij niet kon scoren. Hij kreeg hierna ook geen contractverlenging van Cercle en kon transfervrij vertrekken.

### HNK Rijeka
In de zomer van 2012 vertrok hij naar Kroatië waar hij voor HNK Rijeka ging spelen. Hij maakte zijn debuut voor Rijeka door in de basis te starten tegen RNK Split. Hij speelde in zijn eerste seizoen uiteindelijk twintig wedstrijden voor de club.

### NK Istra 1961
Nadat de Belg van Congolese afkomst een paar maanden zonder club zat, ondertekende hij in februari 2014 een contract met een Kroatische club namelijk NK Istra 1961. Hij was dicht bij een transfer naar FK Partizan, maar besloot toch om naar NK Istra 1961 te vertrekken. Na iets meer dan een maand in Istrië te hebben gespeeld verbrak de Kroatische club de samenwerking met Mbuyi-Mutombo. De middenvelder speelde in totaal vijf wedstrijden in de Prva HNL voor NK Istra 1961, waar hij 152 minuten op het veld stond.

### Fréjus
Mutombo belandde uiteindelijk bij Etoile FC Fréjus Saint-Raphaël, een club uit de Franse derde klasse. Hij maakte twee doelpunten in vijftien wedstrijden voor de club.

### Inverness CT
In augustus 2015 tekende Mutombo een contract voor één seizoen met een optie voor nog een seizoen bij Inverness CT.

## Spelerscarrière
| seizoen   | club                | land     | competitie         | wed. | goals |
| --------- | ------------------- | -------- | ------------------ | ---- | ----- |
| 2007/2008 | Portsmouth FC       | Engeland | Premier League     | 0    | 0     |
| 2008/2009 | → SV Zulte Waregem  | België   | Jupiler Pro League | 14   | 3     |
| 2008/2009 | Portsmouth FC       | Engeland | Premier League     | 1    | 0     |
| 2009/2010 | Standard Luik       | België   | Jupiler Pro League | 2    | 1     |
| 2010/2011 | → Sint-Truidense VV | België   | Jupiler Pro League | 27   | 1     |
| 2011/2012 | Cercle Brugge       | België   | Jupiler Pro League | 8    | 0     |
| 2012/2013 | HNK Rijeka          | Kroatië  | Prva HNL           | 20   | 0     |
| 2013/2014 | HNK Rijeka          | Kroatië  | Prva HNL           | 0    | 0     |
| 2013/2014 | NK Istra 1961       | Kroatië  | Prva HNL           | 5    | 0     |
|           |                     |          | Totaal             | 77   | 5     |